# San Juan Bautista (Venezuela)
San Juan Bautista también conocido como El Valle de San Juan o simplemente San Juan, es un pueblo de la Isla de Margarita y capital del municipio Díaz del Estado Nueva Esparta, Venezuela. Se encuentra ubicado en un valle a las laderas del cerro Copey (La Sierra) a una altura que varía desde 100 metros sobre el nivel del mar, hasta la cúspide del cerro San Juan a 910 m s. n. m.. Posee un clima templado de montaña gracias a su ubicación a las laderas del cerro el copey y posee una población de 81 466 habitantes mayormente católica. Posee las más grandes plantaciones de dátiles de la isla, ubicadas en los alrededores del río de San Juan, el cual se encuentra seco desde mediados de 1950 cuando comenzó a usarse para surtir de agua al dique de San Juan. San Juan también representó el primer hato ganadero más grande de Venezuela.
Su nombre proviene de su patrono, San Juan Bautista, cuyo día de celebración es el 24 de junio, se construyó en la zona central del pueblo, sobre la plaza Antonio Díaz, la Iglesia Parroquial San Juan Bautista. Existe otra plaza ubicada a 20 m de la misma, llamada plaza “Licenciado Gaspar Marcano”, en honor a un poeta de la localidad.

## Historia

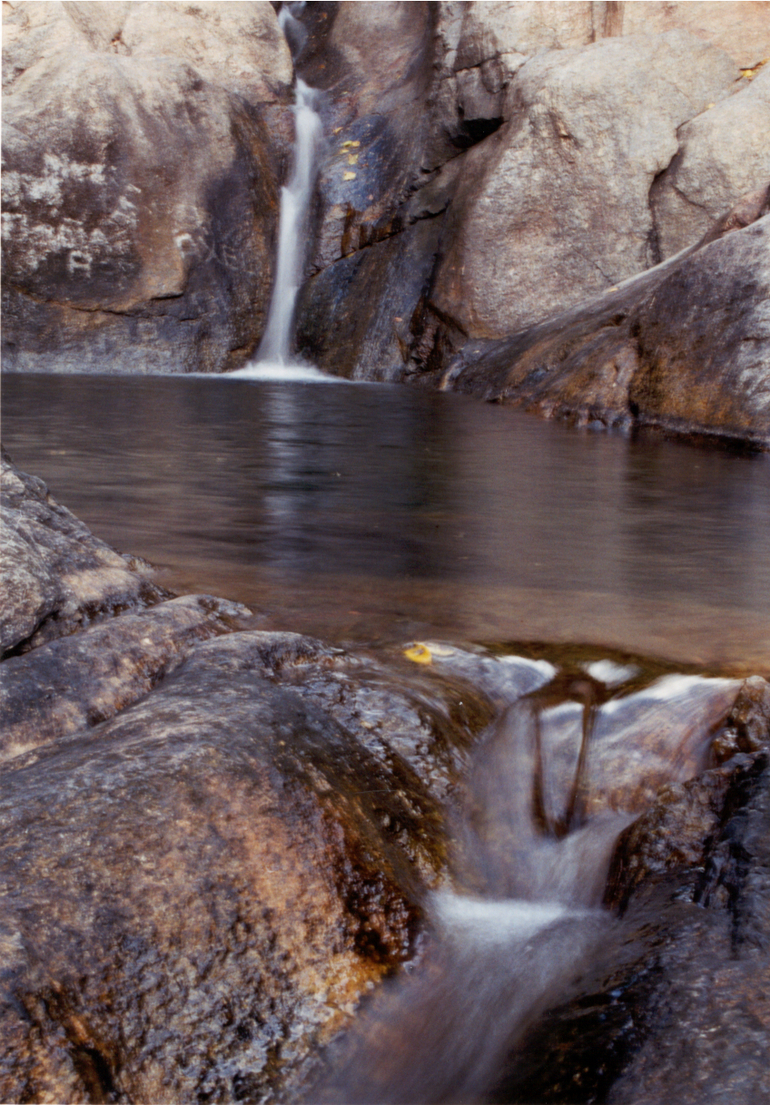
Pozas en Fuentidueño, manantial de agua dulce en el Valle San Juan Bautísta

En 1525, antiguos pobladores la isla de Cubagua buscando agua dulce llegan al Valle de San Juan, atraídos por varios manantiales de agua dulce, clima templado y terreno fértil idóneo para la cría de ganado y siembra, tomaron la decisión de asentarse. En 1529, es fundada San Juan Bautista, la primera comuna española de la isla de Margarita, por Pedro de Alegría quien era sucesor de Francisco Fajardo, y el primer poblador europeo de la isla quien se estableció en San Juan en donde conformo un hato de ganado vacuno mientras era Teniente y Gobernador de Margarita, representante de los herederos de Marcelo Villalobos. El Directorio de la Diócesis de Margarita, contempla el nombramiento de San Juan como Parroquia Eclesiástica a partir del año 1529. El 7 de diciembre de 1537 en una Real Cédula extendida en Valladolid aparece Pedro de Alegría diciendo que “fue el primer poblador de esta Isla de Margarita y el que primero laboró por pan y cría de ganado”.

"Alcaldes ordinarios de la isla de Cubagua: Sebastián Rodríguez, en nombre de Pedro de Herrera, vecino desa isla, me a fecho relación quél tiene e posee el valle de San Juan de la isla Margarita para pasto de sus ganados e bestias con las aguas e tierras de labor que en él ay, el qual tubo e poseyó Pedro de Alegría, ya difunto, padre de su muger, cuya heredera es, e que después de su muerte se lo dio e proveyó la justicia desa isla que a la razón hera, el qual dicho valle diz que es desdel nacimiento de la sierra y aguas vertientes hasta la voca del valle, que todo puede ser una legua en largo, y el valle abaxo desde una cordillera a otra de las sierras de los lados podrá ser por lo más ancho del valle media legua desde lo alto de una cumbre a otra, y de sierra a sierra por lo llano un quarto de legua, e me suplicó que, en rremuneración de lo quel dicho su parte a servido y de lo que sirvió el dicho Pedro de Alegría, su suegro, que fue el primer poblador desa isla y el que primero labró por pan e crió ganado en ella y nos hizo otros servicios muy señalados, le hiziécemos merced de le confirmar el dicho valle que ansi él o la dicha su muger tienen e poseen e tuvo e poseyó el dicho Pedro de Alegría, su suegro, e como la mi merced fuese; e porque quiero ser informado de lo que en ello pasa yo vos mando que, luego questa veáis, enbíes ante nos al nuestro consejo de las Indias rrelación dello en qué valle es el susodicho y qué daño se seguirá de confirmársele al dicho Pedro de Herrera y de todo lo demás que acerca della viéredes que elevo ser informado, para que, visto se provea lo que convenga y sea justicia, e no fagades ende al. Fecha en la villa de Valladolid, a siete de dizíembre de mili e quinientos e treinta e siete años. Firmada e refrendada de los dichos”.
 7 de Diciembre de 1537 en una Real Cédula extendida en Valladolid

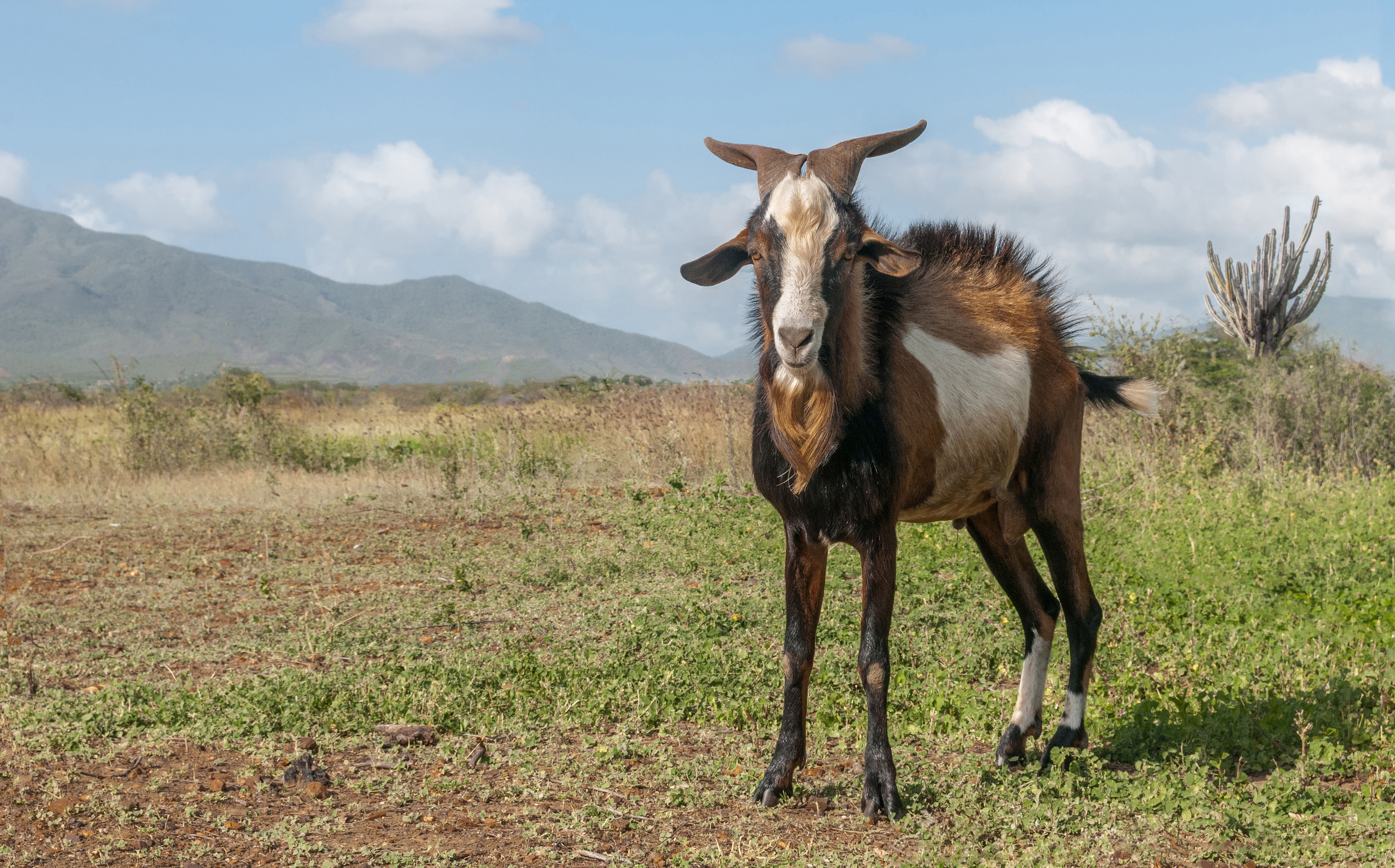
Ganado Caprino de la zona perteneciente al Valle de San Juan para la época

San Juan Bautista jugó un papel clave en el suministro de ganado a otras regiones de América del Norte durante el siglo XVI. En 1527, animales de San Juan fueron utilizados para corridas de toros en Nueva Cádiz, Isla de Cubagua. Personajes como Francisco Ruiz y Vicente Díaz buscaron ganado en San Juan para sus emprendimientos ganaderos en Colombia y Borburata, respectivamente.
Las primeras especies de ganado bovinos, equino y caprino llegaron a San Juan en 1528. Los animales consiguieron adaptarse con unas condiciones idóneas para la reproducción, de tal manera que a partir de los años 1540s, San Juan no sólo se convirtió en el principal abastecedor de ganados de muchos puntos de Tierra Firme y la propia gobernación de Venezuela, sino que las reses y los caballos sanjuaneros se llevaban a territorios tan alejados como la Nueva Granada. Del mismo modo, el valle de San Juan proporcionaba también los animales necesarios para las expediciones de exploración y conquista en diferentes regiones del Caribe y que obtenían en la isla los aprovisionamientos necesarios, como se cita en 1569 con la empresa de Diego Fernández de Serpa: “el 4 de octubre, en donde a trueque de algunas cosas que llevaba compró ochocientas vacas a entregar en los llanos de Venezuela. Los soldados que pudieron se proveyeron de caballos en esta isla, en la que estuvieron ocho días...”.  Así pues, las actividades ganaderas debían ser considerables.
Posteriormente el valle de San Juan, fue conformado por artesanos y agricultores españoles, que habían emigrado de la isla de Cubagua debido al maremoto ocurrido en 1541 y de los ataques de piratas franceses en 1543. Entre las familias que llegaron al valle de San Juan, se encontraba la familia de Rodrigo de Fuentidueña, de donde posteriormente surgió el poblado de Fuentidueño, en honor a su nombre, ya que luego de regresar a España fue juzgado y condenado por haber tenido hijos con una indígena del lugar.
En 1757, el gobernador Alonso del Río y Castro realizó un censo en Margarita, revelando que el Valle de San Juan tenía 203 vecinos y 589 habitantes, incluyendo 28 esclavos libres y 9 no libres. El censo enumeró vecinos notables y sus ocupaciones, reflejando una sociedad diversa con labradores, buzos, costureras, tejedores, zapateros, navegantes y pescadores.
San Juan Bautista aportó significativamente a la independencia de Venezuela, con varios habitantes unidos a la causa emancipadora. En 1816-1817, el pueblo fue incendiado dos veces por realistas. Durante la ocupación de Pablo Morillo, la resistencia local fue clave, aunque Morillo logró avanzar hacia Pampatar, culminando en la Batalla de Matasiete en 1817.Desde 1830, el territorio de San Juan Bautista ha tenido varias reconfiguraciones administrativas. En 1863 se creó el Distrito San Juan Bautista. En 1881, formó parte del Distrito Marcano y en 1899 del estado Aragua-Margarita. Con la ley de 1990, se estableció el Municipio Díaz con capital en San Juan Bautista.

#### Quema de San Juan
En sus comienzos, el pueblo era solamente el casco central colonial que se levantaba alrededor de la iglesia de San Juan. Posteriormente, fue creciendo con los caseríos circundantes conformando un pueblo más grande constituido por los sectores  Fuentidueño, Punta Cuji, Caicara, Concha de Coco, Los Fermines, Plaza del Gallo, La Vega, La Fuentecilla, La Plaza, Carapacho y Las Barrancas, ubicados en la parte más arborícola cercana a los cerros del Valle de San Juan y  por otro lado El Espinal, El Macho, Calle Nueva, Las Barrancas, Carapacho, Agua de Vaca, Boquerón, La Pista y El Tuey, Guaimeque, Guatacaral y El Vergel que se encuentran ubicados más alejados  del centro del valle.
Enero de 1816, aconteció un  combate que resultó en el Incendio de San Juan, el Brigadier Pardo dispuso un ataque con las tropas de Gorrín en el punto del Mamey y los Cocales, destinado al mismo tiempo una columna al Valle de San Juan al mando de Urreiztieta, quien entró en este pueblo sin encontrar ninguna resistencia, y ejecutando el saqueo habitual en esta población, dio fuego a la iglesia de San Juan y a todas las casas del casco central. Después de algunas escaramuzas, cedieron los patriotas el punto que disputaba Gorrín, por convenir así al plan que se había trazado y Convenido. En 1817, y a petición de los sanjuaneros el Gobierno de la Isla, construyó una batería en el Caranay, con un cañón de 12 y una línea de contravalación. En 1817, y a petición de los sanjuaneros el Gobierno de la Isla, construyó una batería en el Caranay, con un cañón de 12 y una línea de contravalación. El 7 de julio de 1817, las tropas españolas al mando de Morillo, tomaron San Juan Bautista, y amenazaron avanzar por la Villa del Norte, lo que no lograron por la tenaz oposición que en el sitio de Boquerón le hizo el jefe del estado Mayor patriota Coronel José Joaquín Maneiro, con 200 infantes y 100 hombres de caballería. El 20 de julio de 1853, en el sitio denominado Boquerón de San Juan Bautista se libró combate entre las tropas revolucionarias comandadas por el General León Campos y las Fuerzas dirigidas por el Coronel Pedro Vicente Aguado, comandante de armas de Margarita. Las tropas revolucionarias sufrieron completa derrota. León Campos pudo huir pero los demás oficiales de su facción se entregaron y fueron enviados prisioneros a la Guaira.

## Educación
La ciudad es sede de la Universidad Nacional Experimental de la Seguridad (UNES).

## Cultura
San Juan Bautista posee una cultura única al resto de las poblaciones de la isla con reconocido especialmente por su gastronomía, orfebrería, música, artesanía y devoción católica. La economía local es sustentada por la agricultura de conuco y en menor medida con el turismo, así como en la venta de orfebrería y artesanías, alpargatas, mapires, bolsos y sombreros de cogollo de la palma datilera; planta cultivada únicamente en esta región de Venezuela, la cual fue traída a la zona por los españoles durante la conquista. En la gastronomía local destaca el dulce de piñonate expedido en casas particulares y bodegas.
Con la llegada del puerto libre y el éxodo campesino muchos emigraron a las grandes ciudades dejando a San Juan casi deshabitada, es por ello, que dicho pueblo no contempla una gran cantidad de habitantes a pesar de tener tanto tiempo desde su fundación.[cita requerida]

### Religión

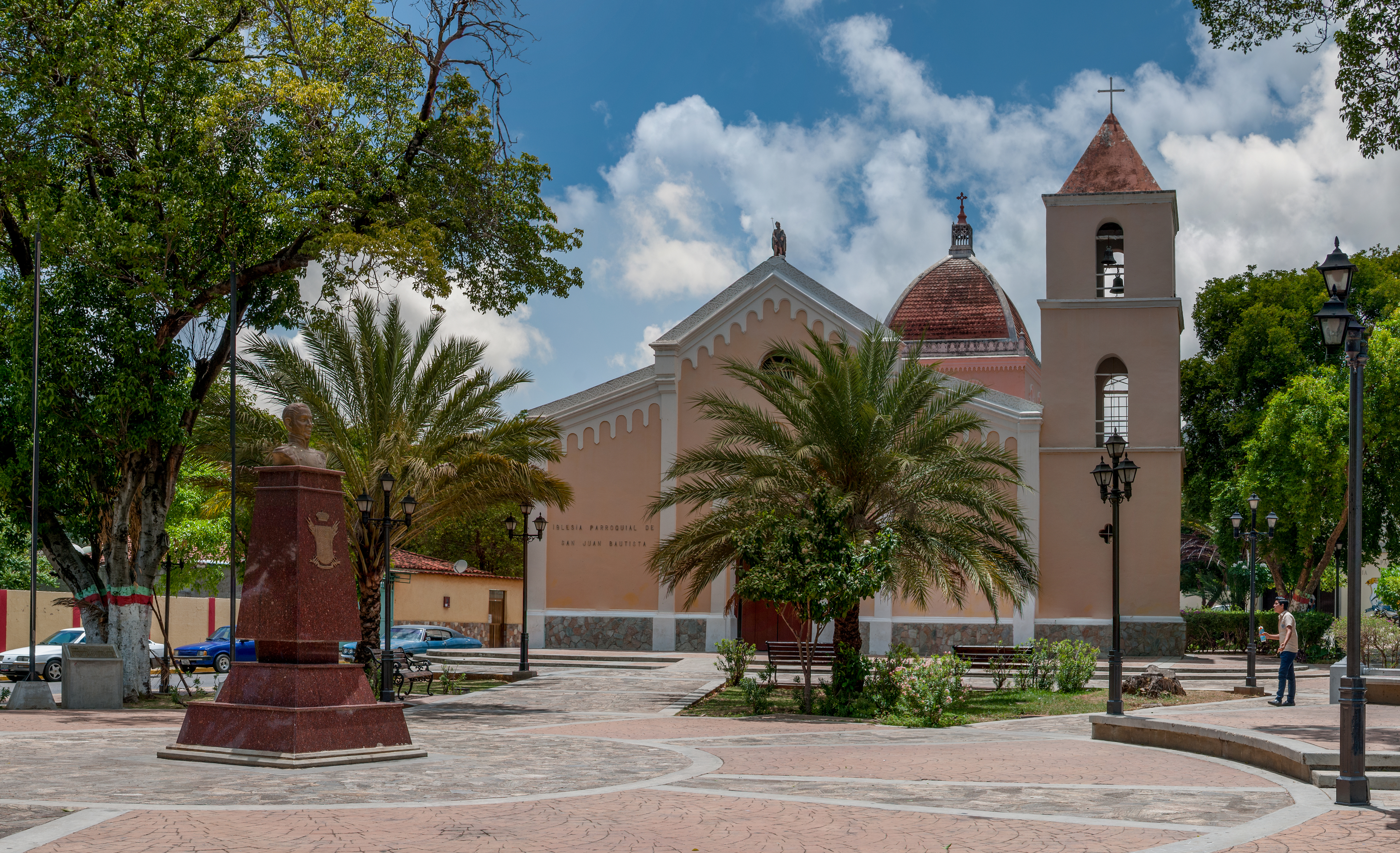
Iglesia San Juan Bautista

La festividad de su nacimiento se celebra el 24 de junio. La ciudad de San Juan Bautista se erigió en su honor. Aunque la fecha exacta de construcción de la iglesia y la llegada de la primera imagen de San Juan Bautista es incierta, se estima que fue antes de 1529, año en que se estableció la Parroquia de San Juan Bautista, una de las más antiguas de Venezuela. La iglesia ha sufrido numerosas modificaciones a lo largo del tiempo y alberga tres imágenes distintas de San Juan Bautista.San Juan Bautista no solo ha mantenido una fuerte tradición de fe católica entre sus habitantes, sino que también ha dado origen a varios sacerdotes, contribuyendo significativamente al clero venezolano. Destacan figuras como el Padre Julián Ramírez y Monseñor José Antonio Constela Garrido, quienes dejaron un profundo legado espiritual en la comunidad.
San Juan Bautista, un municipio ubicado en el Valle de San Juan, ha tenido una profunda conexión con la fe católica desde su establecimiento por colonizadores europeos en 1525. Esta relación se formalizó con la creación de la Parroquia Eclesiástica en 1529, consolidando así la presencia y práctica del catolicismo en la región.El patronazgo de San Juan Bautista, celebrado el 24 de junio, es central para la identidad religiosa del municipio. Este santo, hijo de Zacarías e Isabel y conocido como el precursor de Jesucristo, tiene una presencia significativa en la imaginería religiosa local. Se le representa con frecuencia vestido con una piel de cordero y portando un bastón y un pergamino con las palabras "Ecce Agnus Dei" (‘He aquí el cordero de Dios’).
La devoción a San Juan Bautista se manifiesta en la arquitectura religiosa del municipio. La iglesia principal alberga tres imágenes distintivas de San Juan Bautista: una en la fachada, creada por Jesús Noriega en 1929; otra en la nave principal, traída desde España por el Pbro. Dr. Silvano Marcano Maraver; y una tercera imagen más reciente.El compromiso religioso de San Juan Bautista ha ido más allá de la simple práctica laica. Varios nativos han seguido el camino del sacerdocio, incluyendo figuras notables como Pbro. Diego Antonio Boadas, Pbro. José Nicolás Marcano, Pbro. Alfredo Marcano Maraver, Pbro. Dr. Silvano Marcano Maraver, Pbro. Diego Morales en los siglos XVIII y XIX. En el siglo XX, la fe se fortaleció con la llegada de dos sacerdotes influyentes: Padre Julián Ramírez y Monseñor José Antonio Constenla Garrido. Bajo su guía, surgieron nuevos líderes religiosos como los Sacerdotes Darío Salazar, Jaime Villarroel (Obispo de Carúpano), Oswaldo Marcano, Daniel Malaver y David Millán, así como varios seminaristas.

### Plaza Dr. Vicente Marcano en San Juan Bautista

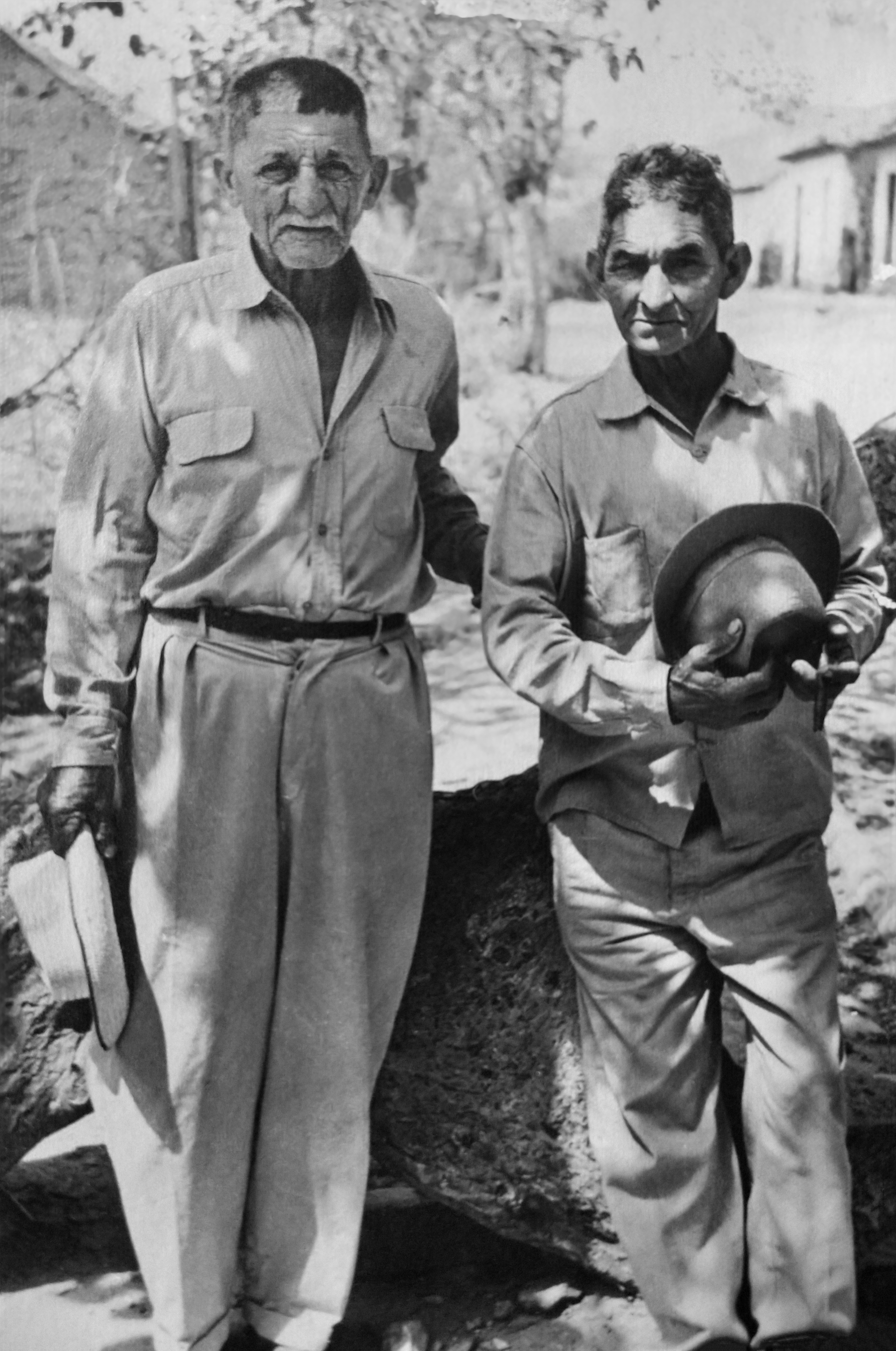
Campesinos de San Juan Bautista, durante los años 60s

La Plaza Dr. Vicente Marcano, ubicada a una cuadra de la Plaza Antonio Díaz y de la iglesia San Juan Bautista, es un monumento histórico nacional destacado en San Juan Bautista. Su diseño y construcción reflejan la rica historia y cultura del municipio.La plaza tiene una forma rectangular y alberga un busto erigido en 1950 en homenaje al Dr. Vicente Marcano, reconocido como el primer científico venezolano de renombre nacional e internacional. Nieto del prócer sanjuanero Gaspar Marcano, el busto muestra a Vicente Marcano vestido con traje civil, solapas anchas, camisa de cuello alto y corbata de lazo, y se destaca por su barba y bigotes abundantes. Se erige sobre un pedestal de mármol de corte cuadrado y aproximadamente 2 metros de alto, colocado sobre una base de dos escalones.
A los lados del pedestal, se encuentran dos esculturas alegóricas talladas en mármol: a la izquierda, una mujer que simboliza el saber, sosteniendo un compás y un libro; y a la derecha, un hombre semidesnudo que representa el trabajo, con un cincel y un martillo. Estas esculturas son únicas en su estilo en el estado y fueron realizadas por el Estudio Artístico y Marmolería Roversi (Bologna - Caracas), como lo evidencia un sello en bajo relieve.La inscripción en la parte delantera del pedestal rinde homenaje al Dr. Vicente Marcano por parte de la Junta Militar de Gobierno de los Estados Unidos de Venezuela en 1950.
La construcción de la plaza comenzó en varias etapas a partir de 1927 por orden del Jefe Civil del Distrito Antonio Díaz, Agustín Delgado Lozano, en un terreno donado por Don Luis Felipe Millán. Originalmente nombrada en honor al prócer Gaspar Marcano, la plaza incluye un gazebo con una terraza, escalinatas y bancos de espaldar, y se convirtió en un punto central para la socialización y el intercambio cultural.A pesar de su importancia cultural, la Plaza Dr. Vicente Marcano enfrenta problemas debido a actos vandálicos y falta de vigilancia. Ha sufrido daños en el busto, pedestal y bancos, y su ambiente ha sido perturbado por comportamientos inapropiados. Además, una remodelación reciente alteró su aspecto original, reemplazando el piso de cemento por granito pulido.

#### Piñonate
En Fuentidueño, pueblo del Municipio Díaz, ubicado al pie del cerro copey, en el valle de San Juan, se elabora el piñonate: dulce hecho de lechosa verde y papelón.

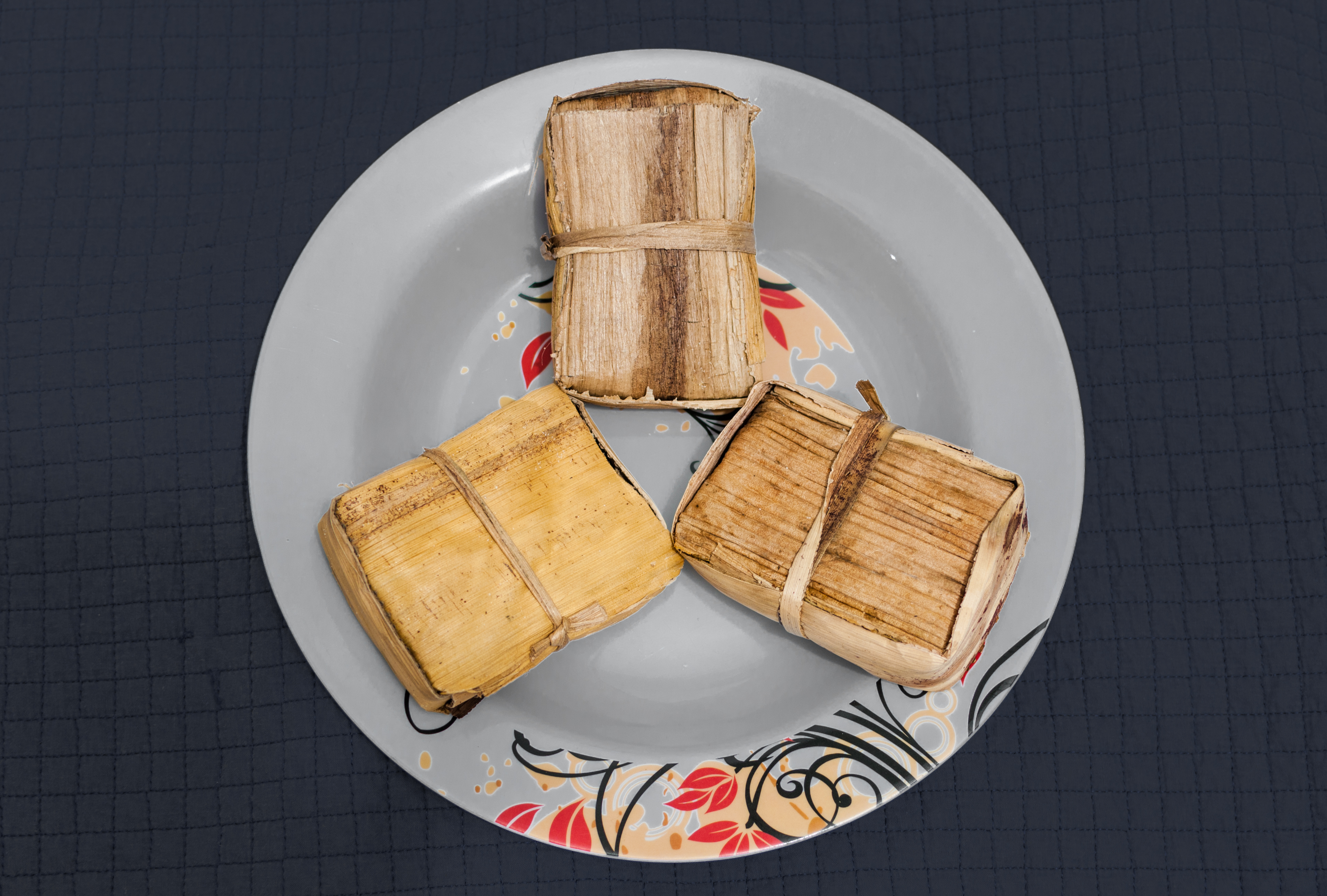
Piñonate de la Parroquia San Juan Bautista (Venezuela).

En su preparación se usan lechosas verdes de variados tamaños, las cuales se rallan con semilla, en un recipiente llamado canoa, con ralladores de hojalata. La porción de lechosa rallada recibe el nombre de corcha, que se deposita en la fondada que es una paila, semejante a un caldero al que previamente se le ha agregado el azúcar y el papelón, y colocado sobre un horno, para hacer el melao con una determinada cantidad de agua.
La mezcla de lechosa rallada y el melao, al fuego se van batiendo con grandes paletas, por espacio de tres o cuatro horas, sin dejar de batir, porque se corre el riesgo que el melao se queme y se ponga amargo. Al estar a punto se saca del fuego sin dejar de batir, esto se prolonga por lo menos unas dos horas más. Cuando lo consideran prudente, vacían la mezcla sobre una mesa y la esparcen, de manera tal que se mantenga el mismo espesor, cuando se endurece se corta en trozos de igual tamaño que se envuelven en cachipos, (hojas de plátano secas) y así quedan listos para su consumo.[cita requerida]

### Orfebrería
La orfebrería margariteña tiene sus raíces en la población de San Juan Bautista, capital del municipio Díaz, en el estado Nueva Esparta. Se estima que esta tradición artesanal se practica desde mediados del período colonial, convirtiéndose en una de las expresiones más refinadas del arte popular insular.
Los orfebres sanjuaneros han sido reconocidos por la elaboración de obras de arte en oro y plata, destacándose por su habilidad en el trabajo de metales nobles. Muchas de sus piezas son complementadas con perlas margariteñas, lo que les confiere un carácter distintivo y de alto valor cultural y estético.
En la actualidad, esta tradición ha disminuido considerablemente, y son muy pocos los artesanos que continúan ejerciendo el oficio. Entre ellos destaca el maestro Jesús Velásquez, quien, a pesar de su avanzada edad, mantiene activo su taller, preservando con dedicación una herencia que forma parte del patrimonio intangible de la isla.

### Artesanía cogollera
Desde tiempos remotos, hombres, mujeres y niños han trabajado el cogollo del Datilero, árbol cuyo nombre científico es Phoenix dactylifera, que se da en casi todo el Municipio Díaz. De la planta de dátil macho (la que no da frutos), se extrae nada más que el cogollo y de la hembra, frutos y cogollo. El datilero macho produce igual cantidad de cogollo que la hembra, pero tiene la característica que se saca en cualquier época, por lo menos cada tres meses, en cambio la hembra le es sacado el cogollo en la misma operación donde se le extraen los frutos., entre los meses de agosto y septiembre.[cita requerida]
Los sacadores, suben por el tronco del datilero hasta su penacho de hojas, donde cortan y obtienen los cogollos u hojas tiernas, desde la altura los dejan caer y una vez desparramados por el suelo, el trabajo realizado en diferentes matas, son apilados en bojotes iguales, estos son vendidos a las tejedoras.
Las tejedoras abren el cogollo, hoja por hoja y durante varios días es expuesto al sol para que se seque, teniendo cuidado de recogerlo por las tardes, para que no se serene. Luego de haberse secado se espencan, es decir, se deshojan para luego cortarlas en finas hebras llamadas gajos, los cuales son mojados o ruseados para ser envueltos en hojas de celedonia una vez constituido el mazo, para que el cogollo se ponga suave y comenzar la elaboración de la crineja.[cita requerida]
Las crinejas tienen diferentes formas y grosor, dependiendo en ambos casos de la manera de cruzar los gajos y del número de estos, siempre impar. Hay crinejas de siete, de once, de quince, de diecinueve gajos y de allí también depende su valor, el cual es medido por brazas o brazadas. La elaboración de la crineja, constituye un arte, las manos de las tejedoras se mueven con rapidez, los dedos se entremezclan. A medida que se adelanta el tejido uniforme de la crineja, esta se va enrollando y se va formando la rueda, la cual es sostenida debajo del brazo. Luego esta crineja será llevada a las máquinas de coser donde se convertirá en sombreros, pavas, bolsos y carteras.[cita requerida]

#### Sombrero de Cogollo

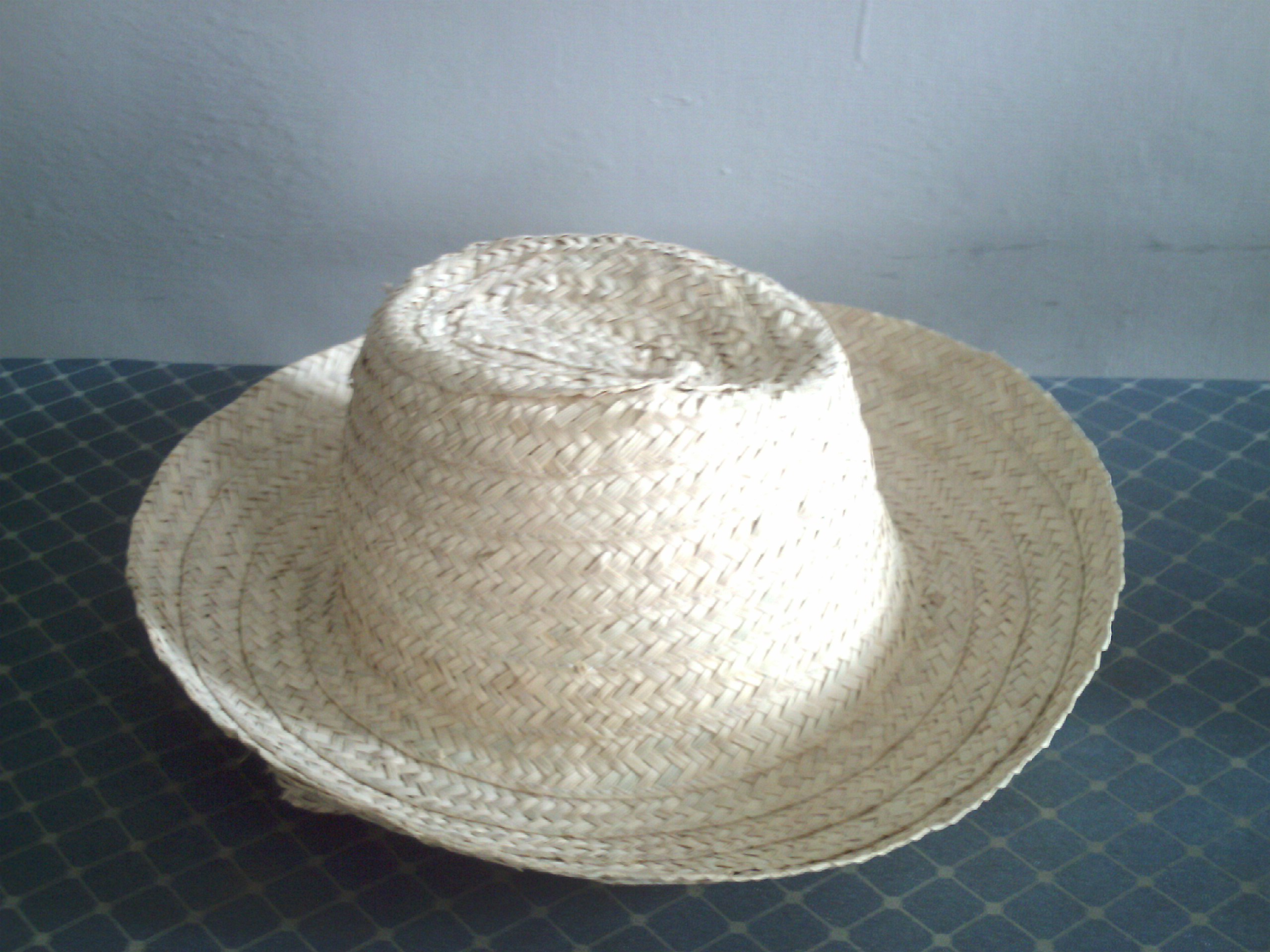
Sombrero de cogollo fabricado por artesanos del lugar.

En el valle de San Juan se realizan diversas artesanías utilizando la palma de dátil, entre ellas la más popular son los sombreros de cogollo. Las labores son compartidas, los hombres trepan descalzos los troncos de las datileras, y provistos de un cuchillo retiran las espinas que se hallan en el comienzo las hojas para abrirse paso hasta llegar al copo e ir cortando una a una las hojas tiernas o cogollos usadas para esta artesanía. Esta actividad es realizada de tres a cuatro veces cada año para extraer de 2 y 12 cogollos por palma datilera según el estado en que se encuentre.
El siguiente paso de la fabricación del sombrero artesanal comienza trasladando los cogollos a las casas de familia, transportados en el lomo de un burro o a hombros de hombres, posteriormente allí se comienza a abrir las hojas, es decir, poner las pencas datileras a llevar sol durante 4 días.
Más adelante a las pencas se les va retirando del nervio o la vena principal y se procede a rajarlas con un cuchillo pequeño con el objetivo de obtener los gajos de 3 o 4 mm de espesor e ir formando los mazos que envuelven en hojas frescas especialmente las llamadas de algodón de seda para mantenerlas suaves y lograr tejer las crinejas que conformaran los sombreros, estas se tejen de 8 a 10 gajos.
Las mujeres por su parte, se encargan de la labor de tejer y lo realizan generalmente en pie caminando o sentadas, sin necesidad de tener que paralizar la labor mientras conversan y llevando el rollo envuelto en hojas bajo la axila, de y de allí van extrayendo uno a uno los gajos requeridos, humedeciendo con la lengua las puntas de los dedos para facilitar el tejido.[cita requerida]
Finalmente, la última fase de elaboración del sombrero, comienza "despicando" la "crineja" actividad que encierra una parte romántica en la cultura sanjuanera pues es el momento usado también que el hombre pretendiente se acerque a la pretendida para colaborar con ella en su trabajo y de esa forma "manifestársele" como se decía antiguamente cortejar en San Juan.

Al comenzar el proceso de costura se doblan la punta de la crineja en un triángulo pequeño y se coloca sobre un papel y para introducirlo a la máquina de coser, a este proceso se le denomina "enchapar" y de allí siguen uniendo la crineja por las orillas en forma espiral ajustándolo ligeramente de modo que se vaya moldeando la copa, sin necesidad de horma alguna ni nada que se le parezca. A la octava o novena vuelta viran la pieza para coser el ala con cuidado de que se termine en la dirección en que se comenzó para que no quede cambeto.

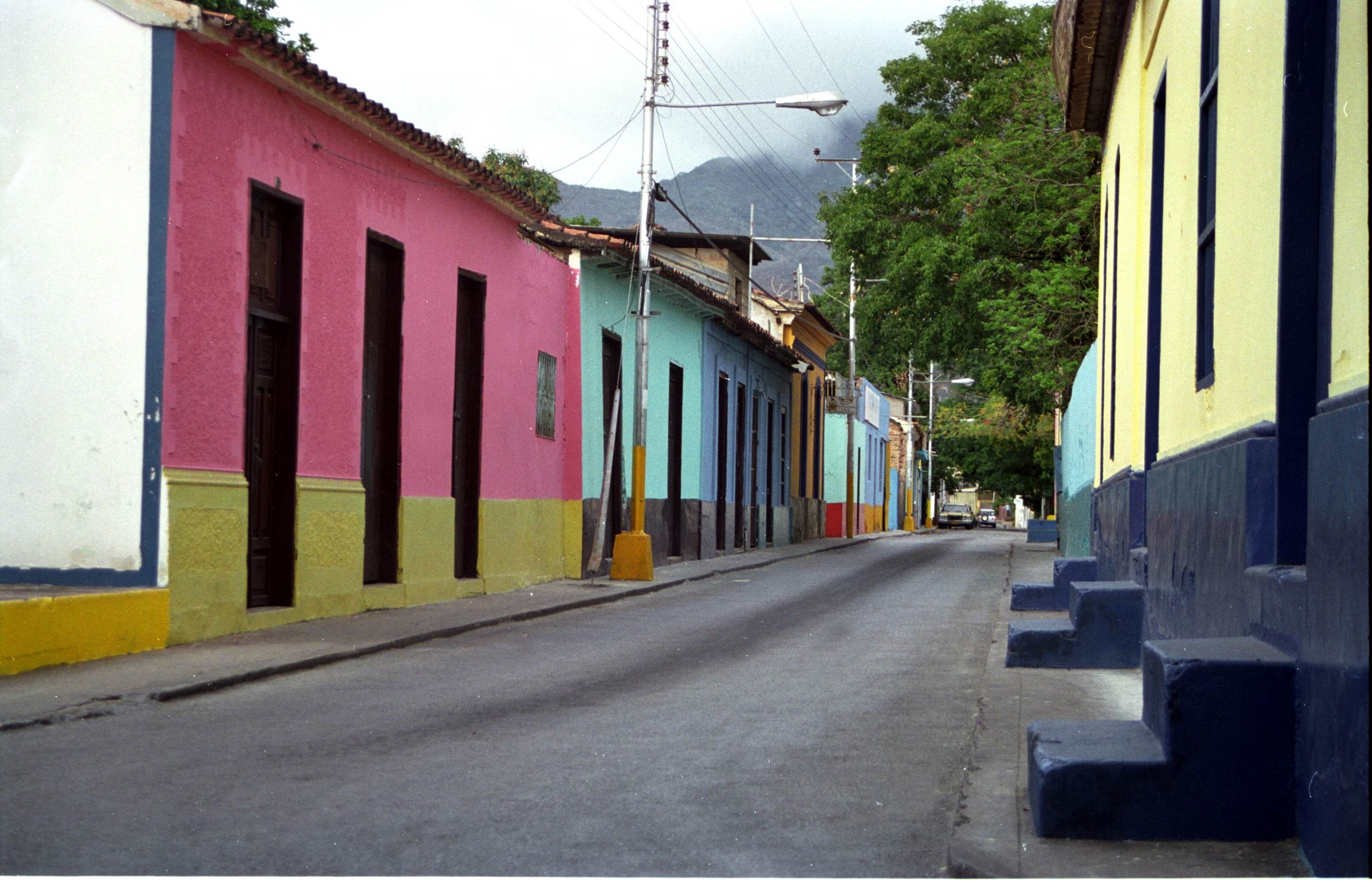
La esquina de Hector Millan
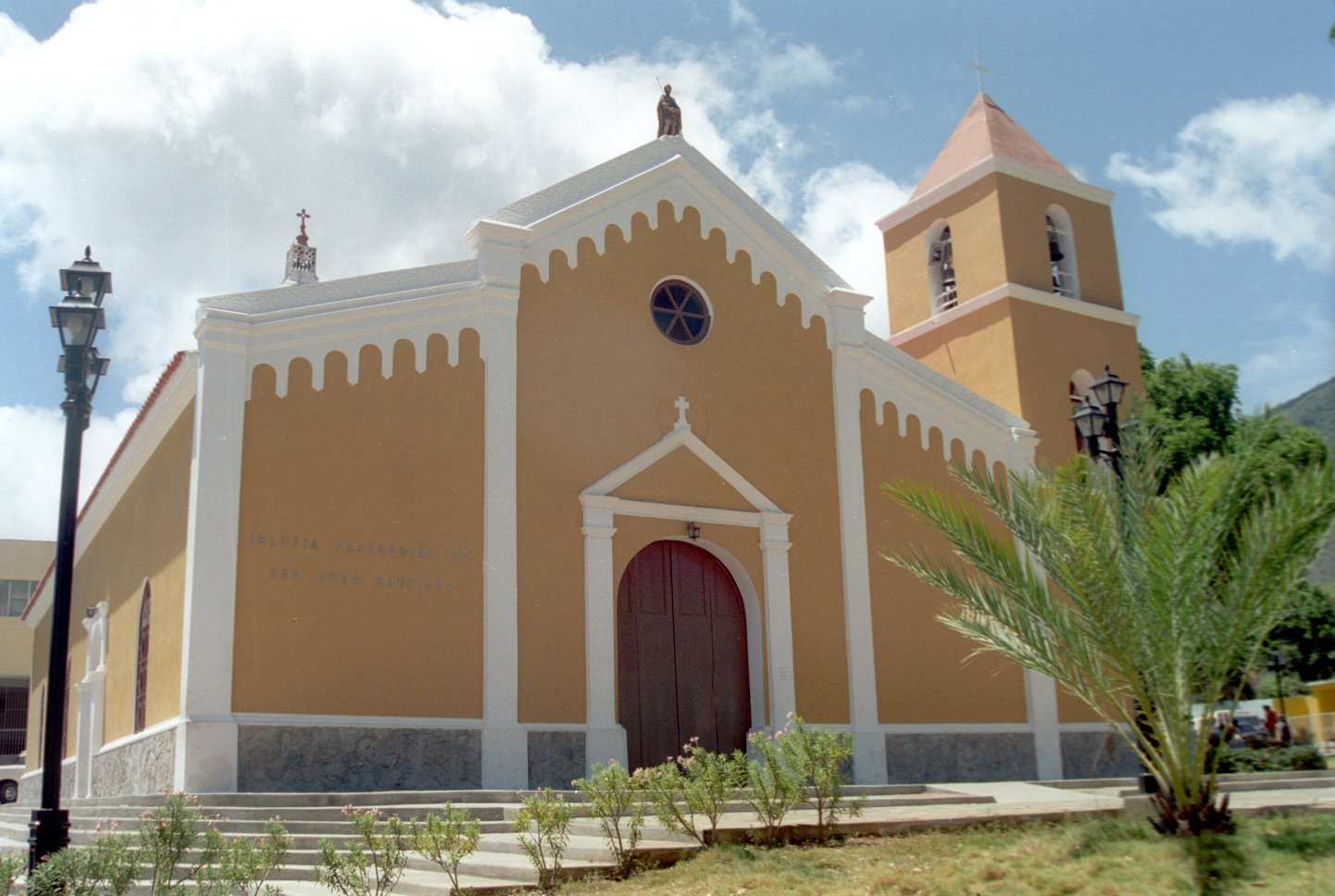
Iglesia parroquial de San Juan
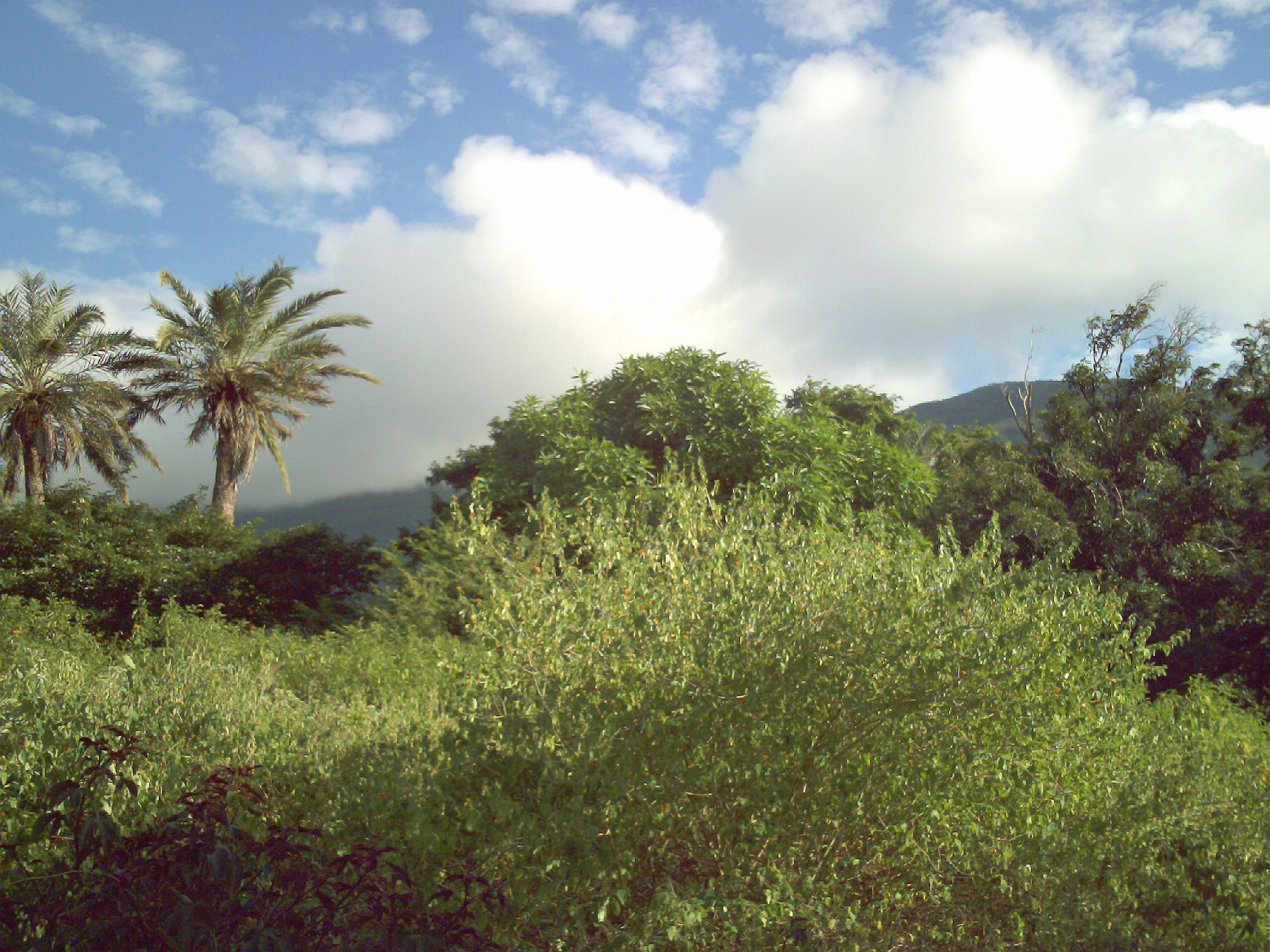
Dátiles de San Juan, al fondo el Cerro Copey
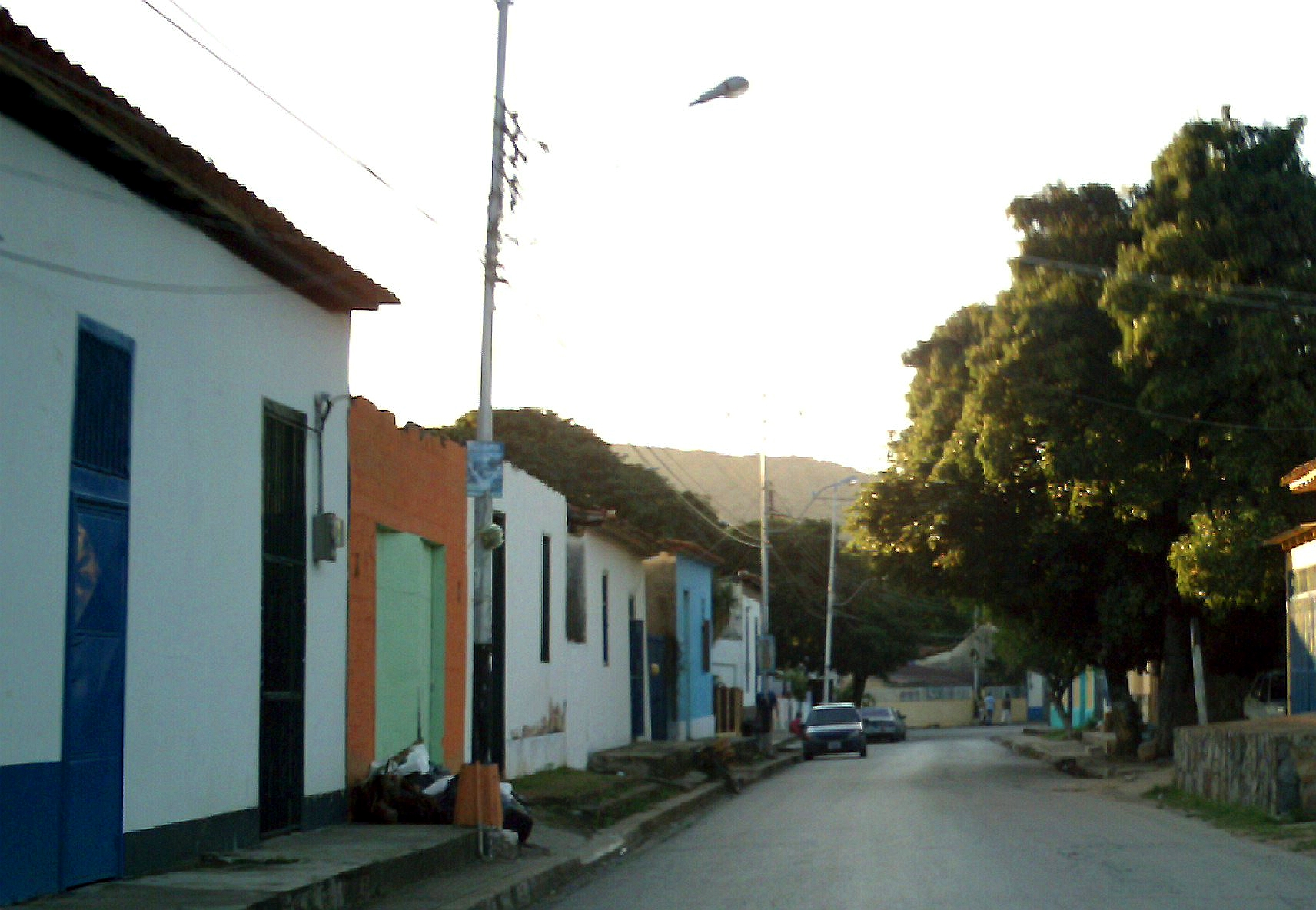
Plaza el Gallo
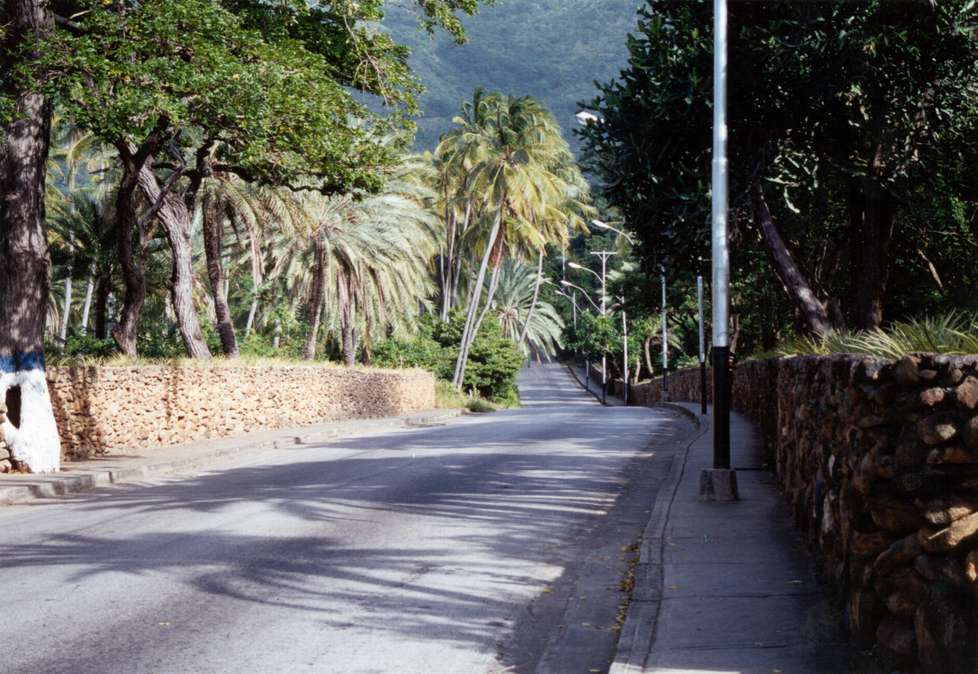
Calle vía Fuentidueño
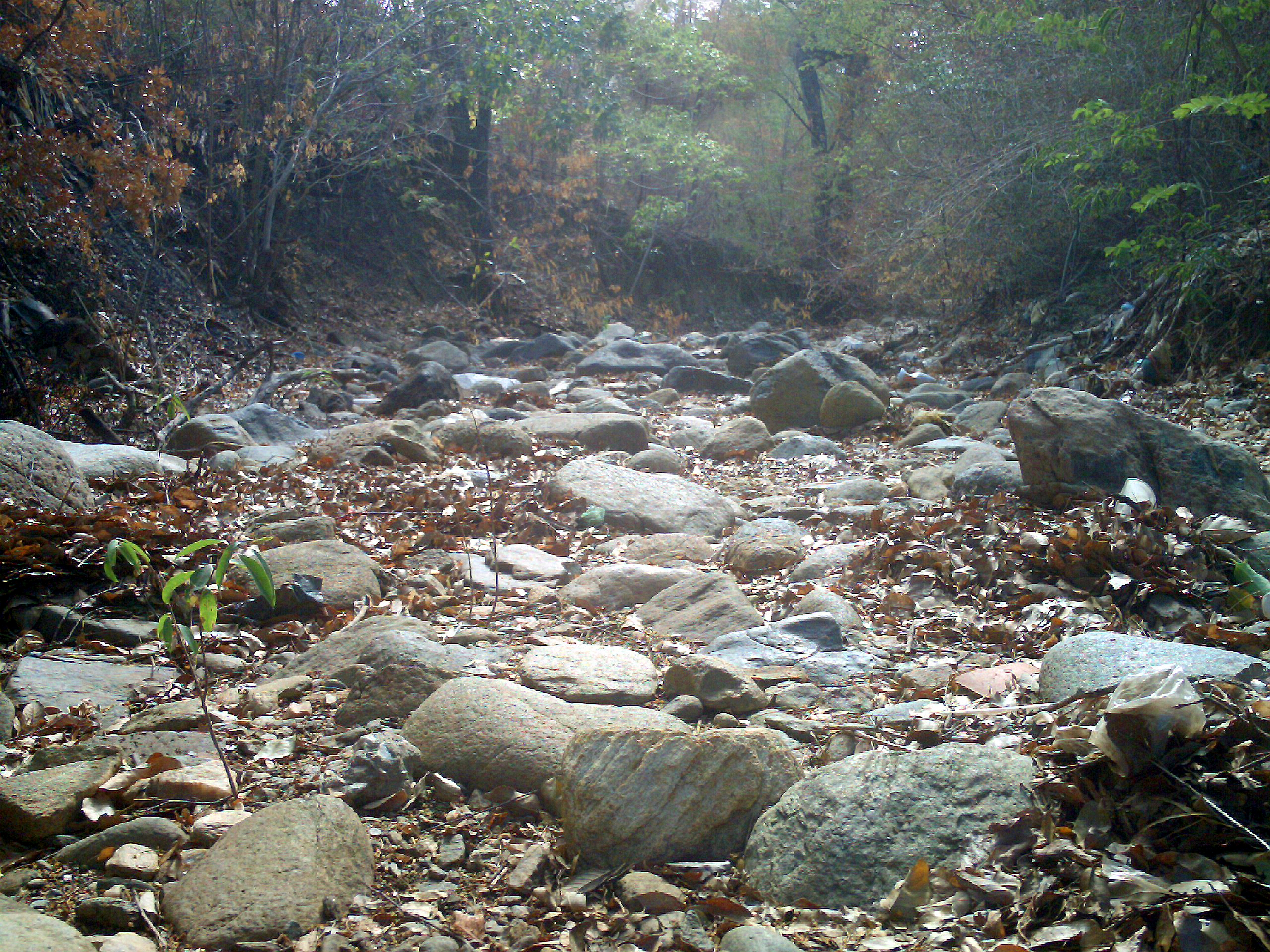
Río Seco de San Juan Bautísta
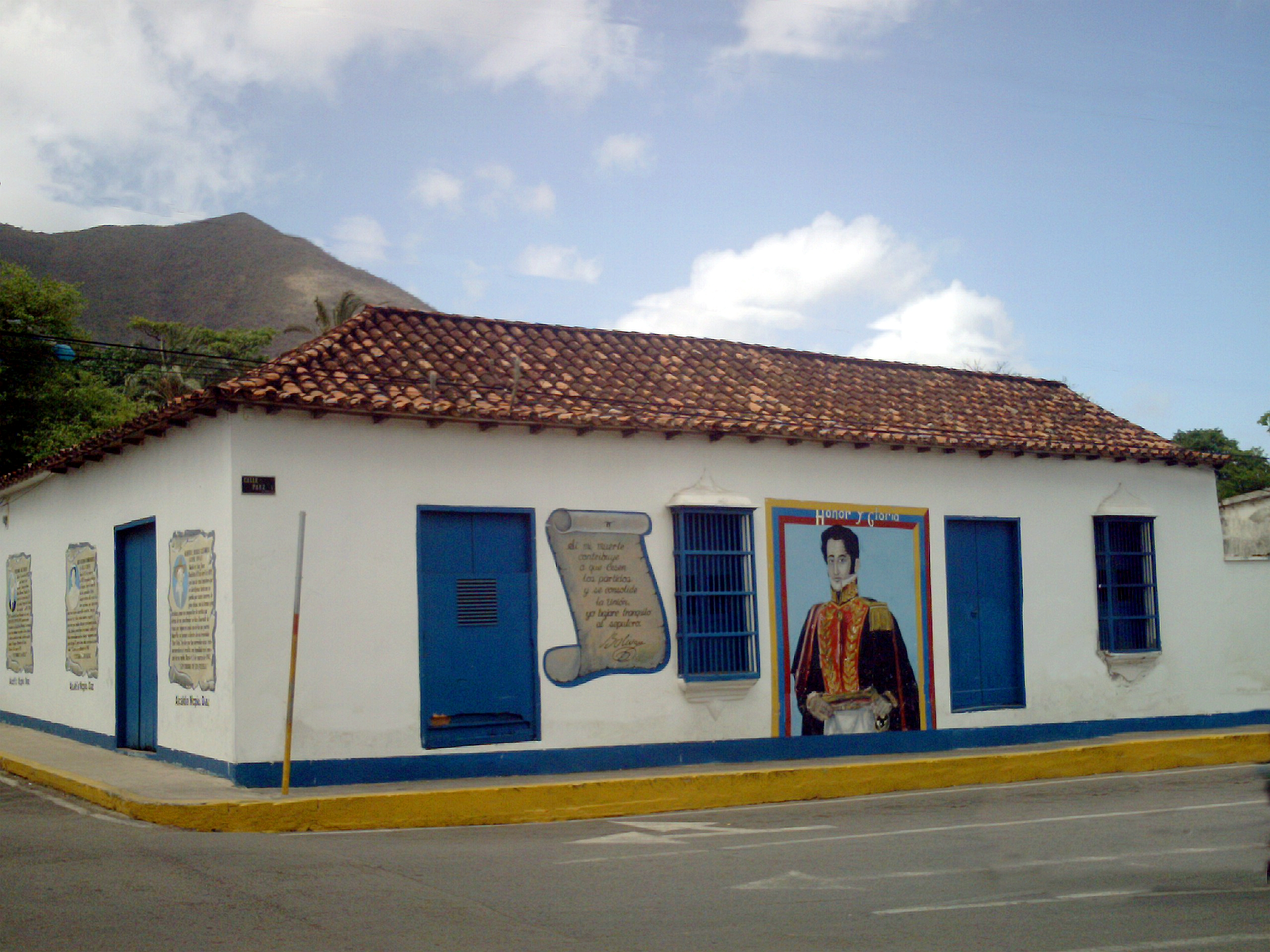
Casa Libertador